# 輕軌系統

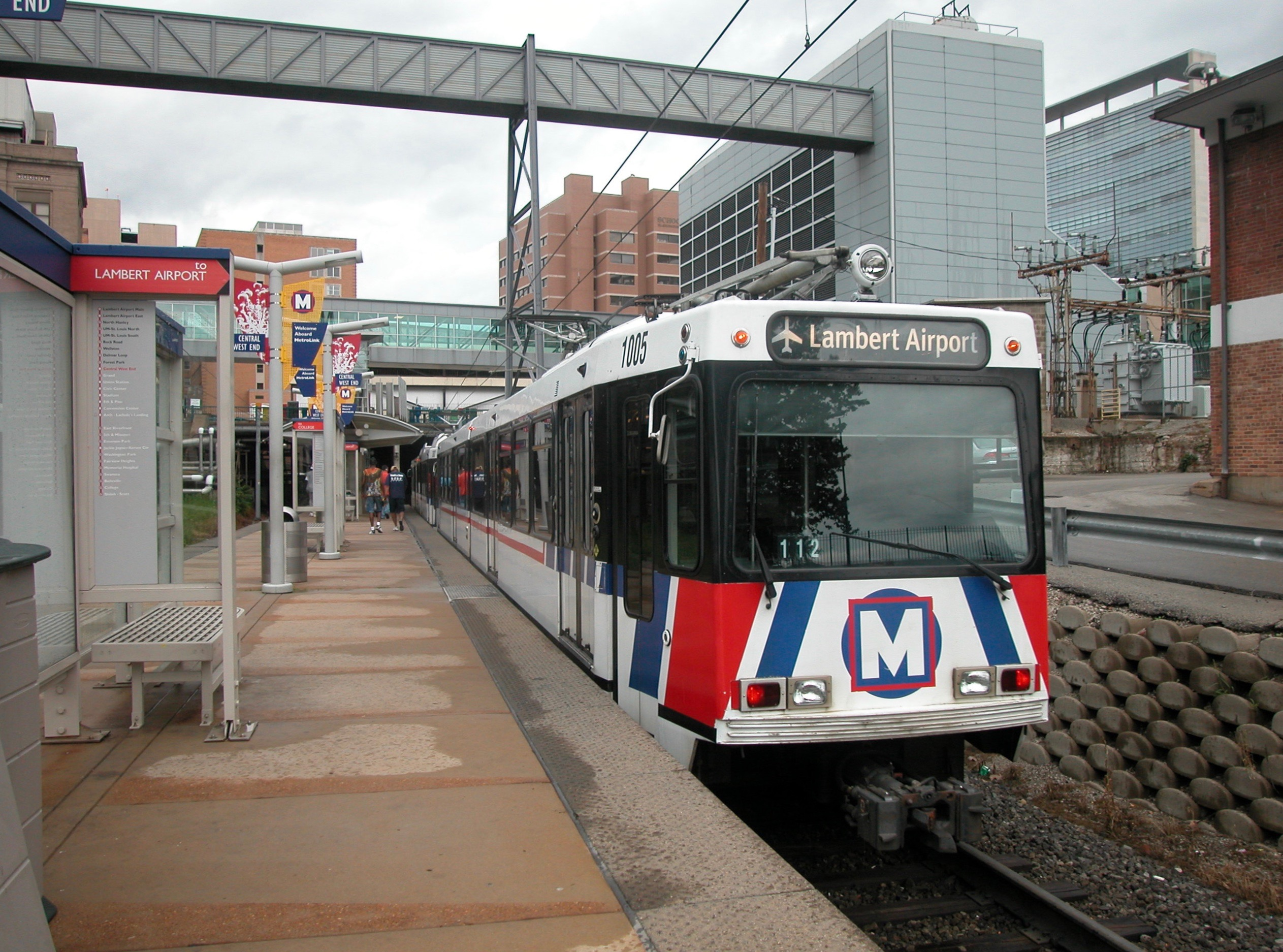
美国圣路易斯轻轨

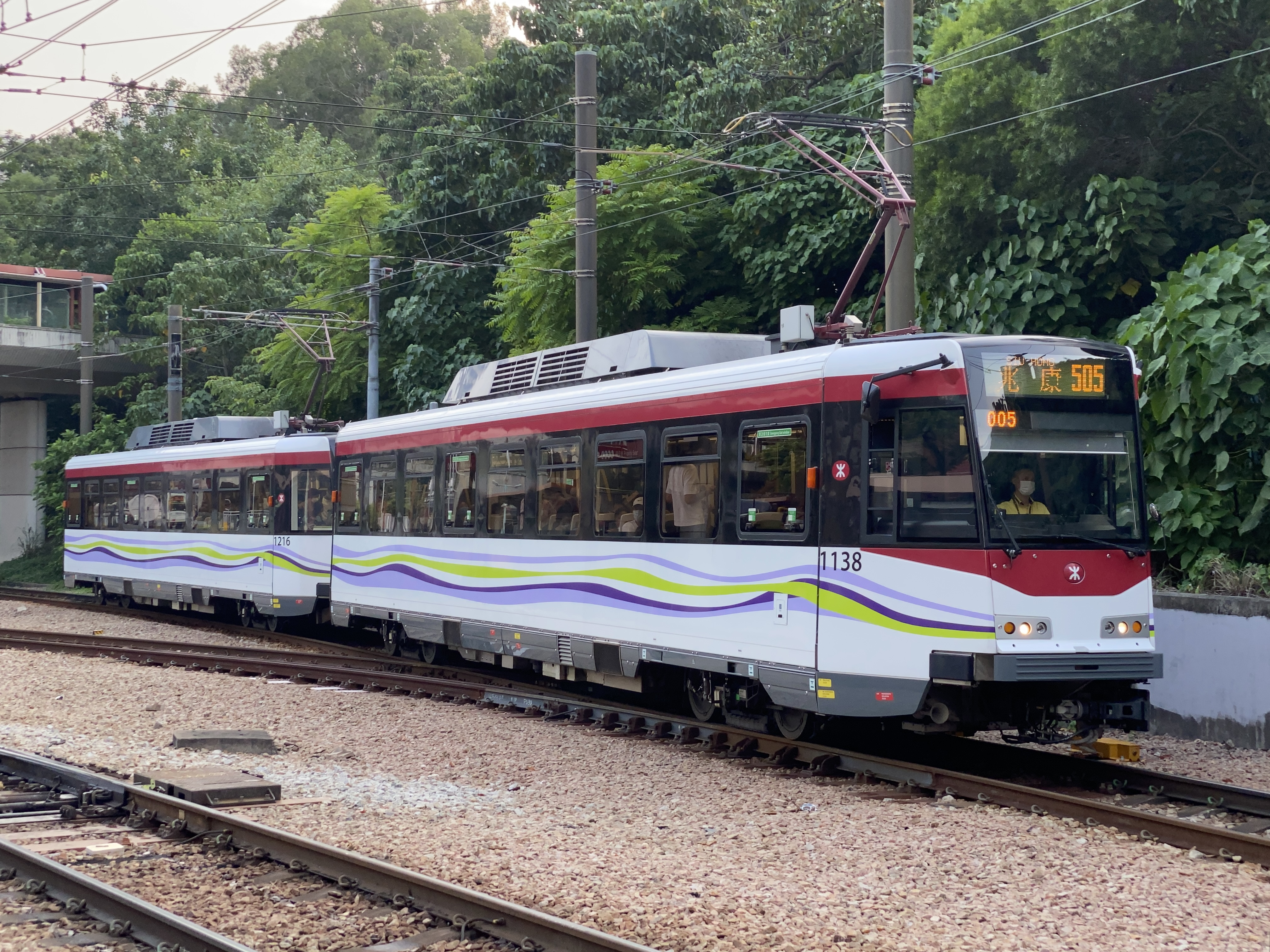
香港轻铁

輕軌系統（英語：Light Rail Transit，縮寫為LRT）又稱輕軌鐵路、輕鐵（粵語、閩南語），簡稱輕軌，是一種中运量的城市軌道交通，主要在地面或高架桥上行走（少數也經由地下），通常屬於A型、B型路權混合，相較於重型鐵路系統（重鐵）和中型鐵路系統運量較低、列車規模小，相较于有軌電車运载能力更大:11。

## 定義

### 美國
輕軌的英文「light rail」這一詞組是1972年由美國城市大眾運輸管理局（UTMA，美國聯邦交通管理局的前身）創造的，用於描述在歐洲和美國進行的新的有軌電車（streetcar）改造。德國使用（德語中是「城市」，是「鐵路」）一詞來描述這一概念，區別於城市快铁或（其中義為「快速」）；而在UMTA中，許多人都希望採用直接翻譯，即城市軌道「city rail」（例如挪威語的中，為城市，為軌道）。但UMTA最終改用了「light rail」一詞，中文意思即「輕軌」。 在該語境下，「輕」是指「為輕載、快速移動而設計」，而不是指重量。與重型鐵路系統相比，輕軌的建設投資通常也比較「輕」。
1977年，美國運輸研究委員會在將「輕軌」定義為「一種主要採用專有但未必立體化的路權的城市交通方式。電動軌道車輛在其上單獨運行，或聯結為列車運行。輕軌系統的客運能力各異，特徵為票價適中。」
美國公共交通協會在其交通術語表中將「light rail」（輕軌）定義如下：
……一種公共交通模式（也稱為streetcar、tramway或trolley），以單個車廂（或較短的，通常是兩節三節車廂的列車）的車輛在固定軌道上運行，通常部分或大部分線路擁有獨立於其他交通的路權。輕軌車輛通常以電力驅動，其動力通過受电杆或集電弓獲取自架空線纜；由車輛上的操作員駕駛；並可能使用抬高的站台或帶階梯的列車門來乘降。

### 台灣
在台灣，輕軌與高運量、中運量等常規之都市軌道運輸系統，均屬於大眾捷運系統，並受《大眾捷運法》規範。現時輕軌路權主要分為：
- 完全獨立專用路權：全部路線為獨立專用，不受其他地面交通干擾。
- 非完全獨立專用路權：部分地面路線以實體設施與其他地面運具區隔，僅在路口、道路空間不足或其他特殊情形時，不設區隔設施，而與其他地面運具共用車道。

### 中華人民共和國
轻轨的概念最早于1979年前后传入中国大陆，并在1979年5月出版的《铁道科技动态》中首次提及，然而文中并没有为轻轨明确定义。1981年8月，长春市举行了全国轻轨交通第一次学术研讨会并提出了修建长春轻轨的构想。2002年10月30日，长春轻轨一期工程开始运营，其作为中国首条按照国外轻轨概念进行建设的项目而成为中国轻轨系统的示范。同时，大连快轨3号线、天津地铁9号线、北京地铁13号线、重庆轨道交通2号线等城轨线路陆续建成，由于轻轨在国外大都为高架线，这些新建成的线路都曾被称为轻轨，一度产生了不少争议，但因其运输能力超出国外轻轨运能的最高值，因此这些线路并不能称为轻轨。中華人民共和國建設部與國家發展和改革委員會1999年發佈的《城市快速軌道交通工程項目建設標準》規定：按線路遠期單向客運能力（斷面運量），城市快速軌道交通線路分為三類線路運能等級。單向運能3.0至7.0萬人次的線路為地鐵，單向運能1.0至3.0萬人次的線路為輕軌。
2008年重新修訂的《城市軌道交通工程項目建設標準》（建標104-2008）取消了「輕軌」與「地鐵」的區分，僅根據運能將線路分為Ⅰ、Ⅱ、Ⅲ、Ⅳ四個等級，並指出：「Ⅰ、Ⅱ、Ⅲ級線路是全封閉快速系統，採用獨立的專用軌道和信號，高密度運行。Ⅳ級線路具有專用軌道和部分信號的中低運量系統，但部分路段設置平交道口。」而2007年7月1日起實施的《城市公共交通分類標準》（CJJ/T 114-2007）及其條文說明指出：「輕軌系統是一種中運量的軌道交通系統，採用鋼輪鋼軌體系，軌距為1435mm。主要在城市地面或高架橋上運行，線路採用地面專用軌道或高架軌道，遇繁華街區，也可進入地下或與地鐵接軌。」「車輛的列車編組，通常由1~3輛組成，列車長度一般不超過90m，最高行車速度不應小於60Km/h，站台最大長度不應大於100m。」
中華人民共和國曾经通常把單向運能1.0至3.0萬人次的線路稱為「輕軌」，其實質還是地鐵列車的一種，如武漢地鐵1號線（原稱武漢輕軌1號線）、上海轨道交通5号线（原采用4C编组时称为轻轨，6C编组列车启用后改称地铁）、上海轨道交通6号线。而长春轨道交通3号线、长春轨道交通4号线、长春轨道交通8号线使用类似有轨电车的低地板列车。其中尽管3号线有少量平交道，但其本线全部封闭、使用独立信号和列车自动保护系统运行，仍符合輕軌標準，故并非传统有軌電車。
此外，部分國家或地區所稱之「輕軌」亦有相似的、以运力称呼的概念，如新加坡榜鵝輕軌；吉隆坡地鐵3、4號線（英文為LRT）；印尼大雅加達輕軌、巨港輕軌；澳門輕軌（為自動導軌AGT或稱APM系統，採用膠輪形式行駛於專用軌道）；南韓議政府輕電鐵（為自動導軌AGT/APM系統）、馬尼拉輕軌。

## 簡介
輕軌列車以電力驅動，有自己專用的軌道系統，但不一定與其他車輛完全隔離，可在一般路面上行駛或是分層混合行駛。輕軌列車一般在低月台或直接在地面車站停靠，輕軌列車比重鐵列車更靈活，能行走更陡斜的坡道或一些設在路口的急彎。這些系統一般設在市區，以單節車廂或較小型的列車提供頻密的班次。
由於輕軌本身的定義是要具備混行的能力，所以現時不少輕軌系統基本都是上述路權狀態的混合体，極少有單純的A級線路，因爲完全可以改为修建簡易地鐵，且運力還更大。但由於C、B級對交通影響較大，其份額有減少的趨勢。而部份輕軌系統採動全自動操作，毋需司機。
輕軌系統基本上皆已電氣化，多數採用架空電纜。
輕軌的造價比重鐵更低，因為它們需要的基礎建設程度有差別；加上輕軌的靈活性較高，故施工規模亦較小。輕軌最大坡度可以用到8%，最小曲綫半徑20米，所以線路鋪設靈活低成本。
輕鐵車輛通常較短、窄和輕，與一般按照大客車參數看齊，長一般不超過15米如果是鉸接車可達23米、寬則2.5米程度，最長一般總編組長度不大於80米，否則通過平交路口時間可能太長、會影響汽車交通。輕軌車輛的加速性能常常高於重鐵，因為為了應付機動車道的突發情況，需要高性能，加速度常可以設定到4km/h/s，而一般重鐵最高也就3.6km/h/s，非常規減速度輕軌多種制動並用基本可以在5km/h/s以上，一般重鐵則達不到。輕軌的最高速度通常較低，但是也不一定是最低，聖何塞VTA輕軌的限速混行地段25-35mph（40-55km/h），專用區段50-55mph（80-90km/h）。

## 歷史

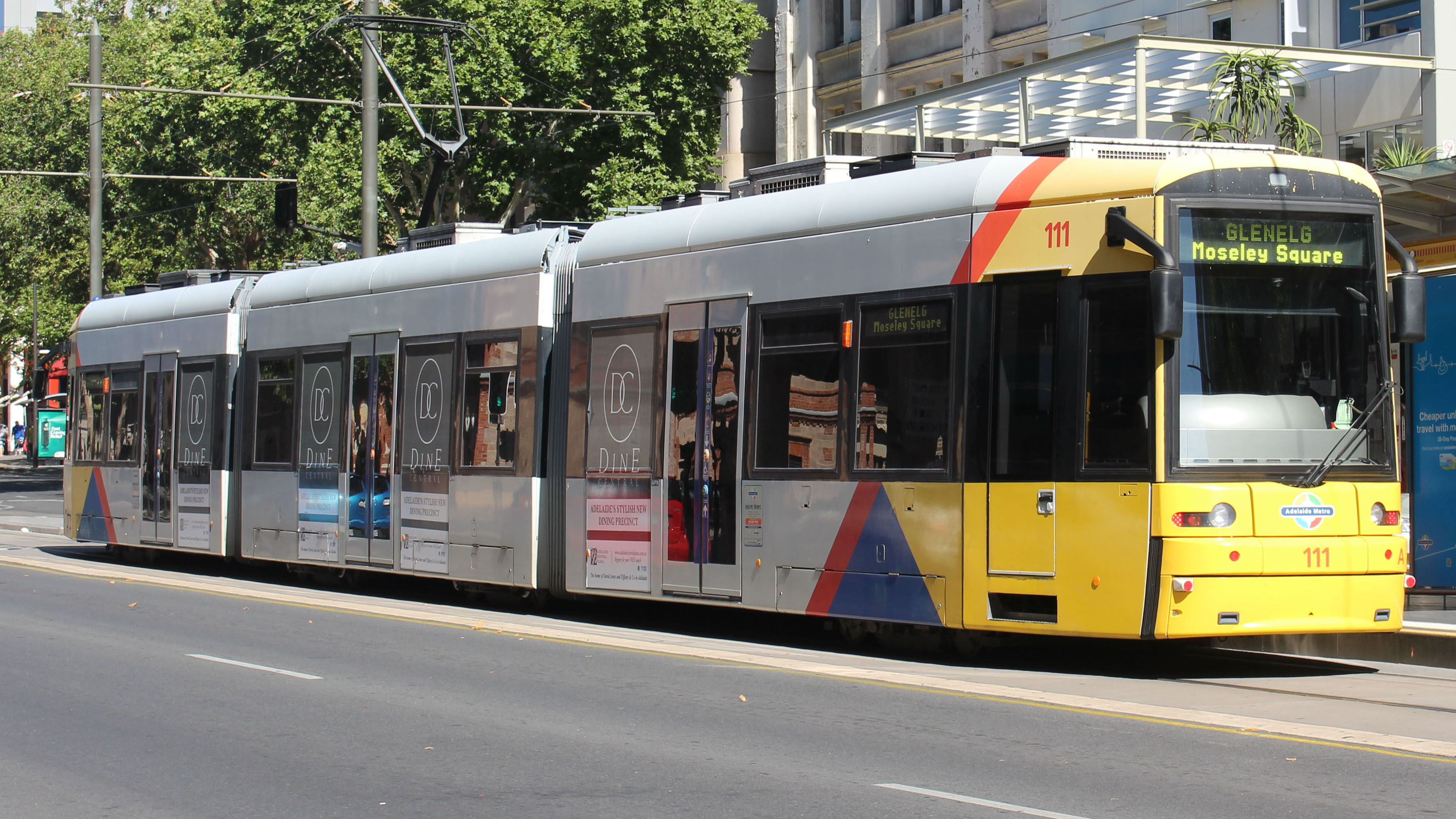
阿德萊德的龐巴迪Flexity

最初的中低运量轨道交通系统在19世紀中期便已出現，當時的車廂由馬匹拉動。到了1880年間，開始有電動的轨道交通系統出現。當時興建系統一般只有單節的車輛，稱為有軌電車。当時道路網路不及現在發達，而且道路的品質不太好，所以電車非常受歡迎。在公共汽車轉為由內燃機驅動前，電車是唯一的實用公共交通工具。
當時亦有較長途的有轨电车系統，北美洲地區便有一種叫「城际电车」（Interurban）的系統。在加拿大安大略省，這種系統稱為「放射狀鐵路」。後來這種模式的路面電車在日本的近畿地方也發展了起來，阪神、阪急、近鐵等公司的多條鐵路的前身都是跨市線，而阪堺電軌至今仍保存跨市線的原始樣貌；後來這種發展模式也被日本其他私人鐵路公司拿來學習。
到了1950年代以後，公路交通開始普及，大量有轨电车陸續被拆卸。随着欧洲各国战后经济复苏，许多大中型城市开始兴建地铁。在西德，许多提出地铁建设计划的城市由于资金不足而被迫放弃，因而部分城市产生了改进原有的有轨电车的想法。1976年，汉诺威城铁建成通车，随后许多欧美城市纷纷加入修建这种城轨系统的行列。1978年3月，国际公共交通联会在布鲁塞尔召开会议，确定了这种新型的交通系统的统一名称为轻轨（英語：Light Rail Transit）。
由1980年代開始，一些城市開始重新引入輕鐵系統，但這些系統在運作上已經比較接近在地面運行的城市軌道交通系統。這些新系統的設備較現代化，以及使用多節的列車。這些新系統在相距數幢建築物至約一英里的地方停站。部份路段亦會以高架的形式興建。
現時輕鐵系統再次為世界多個城市喜用。無論是傳統還是新式的輕鐵系統，相較於公共汽車及公車捷運系統（BRT），其優點有：
1. 低噪音、空氣污染轉移至發電廠：整體污染比較低，污染也是由承受力較強的非都會區承受。
2. 最大容量大：相較於數輛獨立的公車，數輛串連的列車可以在短時間內通過路口、不會造成交通衝擊，但列車必須在軌道上運行才能以固定路線轉彎。
3. 平穩：可以增加大眾運輸系統的吸引力，例如乘客可以在平穩的軌道車輛上輕鬆閱讀。
4. 列車壽命長，低能耗，可以再生制動回饋制動的能量，因為輪軌間阻力遠小於汽車膠輪和地面的阻力，通常滿載的輕軌運送單位乘客的能耗為汽車的二十到三十分之一。

公共汽車及BRT也可以使用特殊技術（如導向巴士、低污染低噪音車輛）解決這些缺點，但這些技術目前沒有共通標準、價格也接近輕軌。

## 輕鐵與重鐵的互動

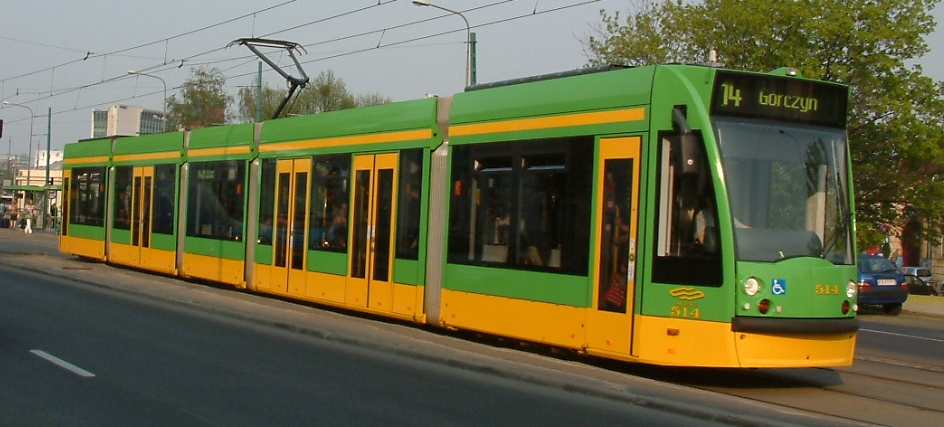
波茲南的西門子Combino

現代有軌電車其形式的多樣化，例如Metrotram（專用路權的有軌電車） 、Tramtrain（與鐵路共享路權的有軌電車） 、Cargo tram（貨運有軌電車）等。現代有軌電車已成為中小城市公交的骨幹模式。歐洲的城市根據自己不同的經濟實力以及有軌電車的發展歷史，採取了不同方式來更新、建設有軌電車線路。其主要方式有以下幾種：
1. 改造原有有軌電車線或廢棄鐵路。
2. 新建有軌電車線路。
3. 有軌電車與幹線鐵路共享軌道。

英國倫敦的兩個新式輕鐵系統：碼頭區輕便鐵路與倫敦電車連線皆重用棄置多時的舊軌道。其中，碼頭輕鐵以大量的急彎來連接多條現用或棄置的鐵路路線。由於碼頭輕鐵的軌道路線完全獨立於其他系統之外，所以它也可以當成是城市軌道交通系統的一種。
在荷蘭或德國的一些城市，輕鐵系統甚至會和重鐵共用路軌。

## 各地輕軌

### 中國大陸

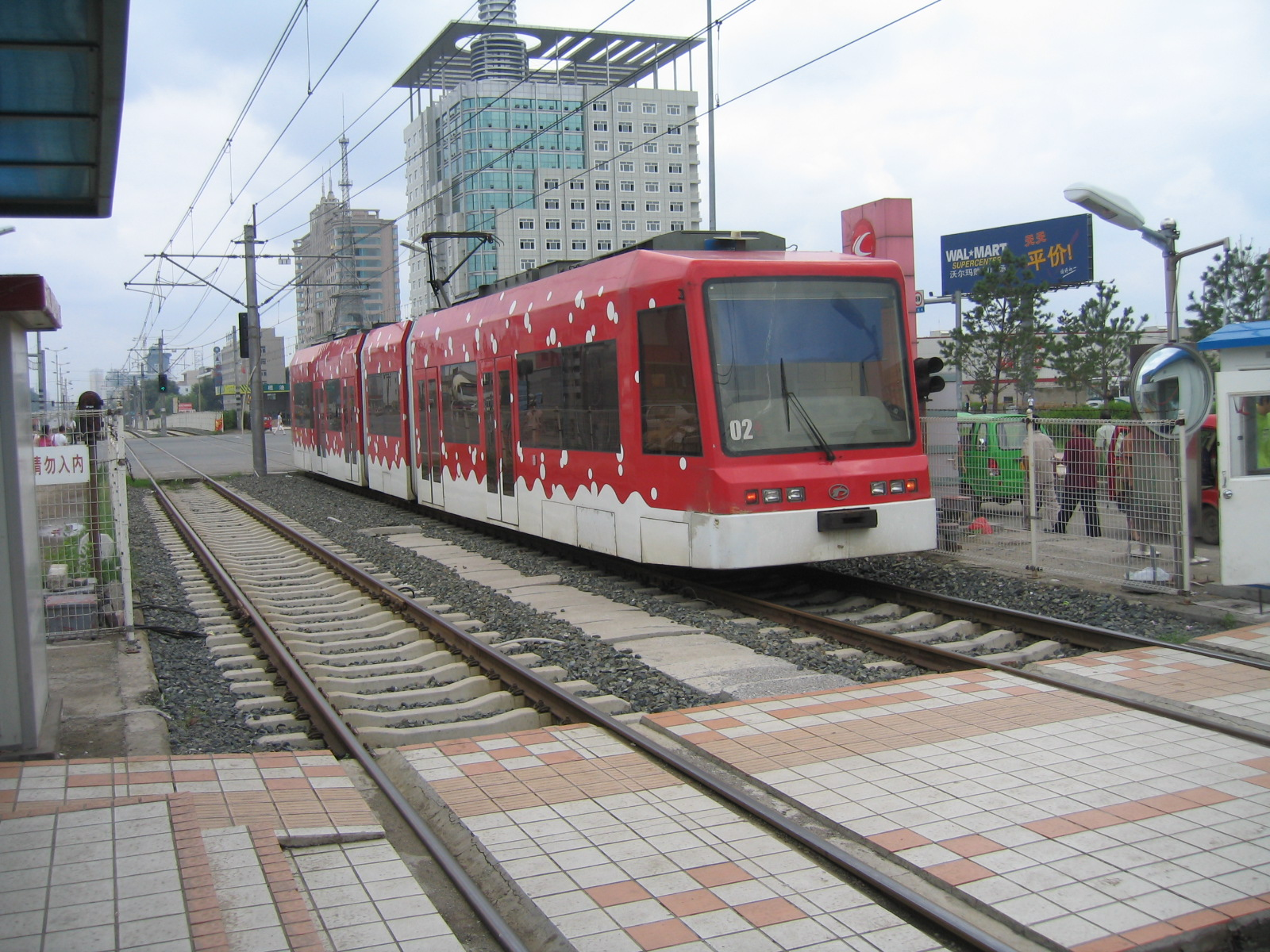
长春轻轨旧车（现为长春轨道交通3号线）

中華人民共和國目前許多城市都有輕軌系统正在運營中（詳細可參考路面電車與輕軌系統列表），其中多數是鋼輪鋼軌系統，使用車輛包括國產中国中车、京車公司車輛 (部分為技術引進，例如：龐巴迪、斯柯達、西门子)，以及國外製造商安薩爾多Sirio型、阿爾斯通Citadis。
隨著有軌電車在歐美以輕軌形式復興，中國許多城市於21世紀開始重新建設有軌電車系統。其中长春建设了中国大陆第一个轻轨系统，第一条线路（现称呼为长春轨道交通3号线）于2002年开通。该轻轨系统后和地铁系统一起成为长春轨道交通，该轨道交通系统亦为中国大陆唯一一个轻轨与地铁系统完全同网、统一票价、可直接换乘的系统。因為中國特殊的軌道交通發展史和轨道交通系统建设要求，“轻轨”一词被错误用於指代高架、平面鋪設的地鐵，而在建设审批中又和中型铁路系统同义。因此真正意义上的“輕軌”在中國被稱為「現代有軌電車」，2013年瀋陽市渾南區開通的瀋陽渾南路面電車是中國第一個鋼輪鋼軌形式的現代路面電車系統，也是目前中國規模最大的路面電車系統。現代有軌電車在2010年代之後在中國許多城市出現，但各地成效不一，部分城市的現代有軌電車規劃不佳，導致有軌電車運營沒有獨立路權或號誌優先而效率不彰，被批評速度不如公交，而且占用道路資源。2021年開通的佛山南海路面電車1號線是中國大陆第一條有完全獨立路權的有軌電車路線，福建省南平武夷有轨电车一号线等独立路权有轨电车也相继投入使用。
2006年底，天津滨海新區開通了天津開發區導軌電車1號綫，使用从法國引進的膠輪導向電車Translohr運營，天津成爲中国大陆第一個使用膠輪導向電車的城市；部分媒體和網絡雖然也稱之爲“有軌電車”，但此種電車采用的鋼輪鋼軌只起導向的作用，實際承擔行駛和承重作用的为橡胶輪胎，與傳統意義上的有軌電車有本質區別。2009年上海浦東新區的張江開通了使用膠輪導向電車的张江有轨电车，是中華人民共和國第二个使用膠輪導向電車的城市，但是膠輪的維護運營成本極高，而載客量卻未達到最初預想，因其巨額營運虧損以及國外停止供應部分零部件的問題，最终两条胶轮导轨电车线路均于2023年6月1日停运，并相继拆除还路于民。另外中國的比亞迪也开发膠輪導向的云巴技术，2021年第一条云巴路线重慶雲巴在重慶璧山正式開通。

### 香港

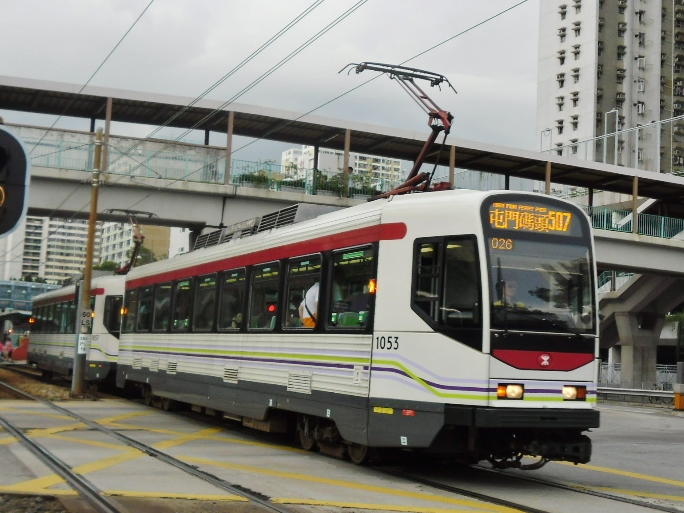
香港輕便鐵路系統

香港輕鐵於新界西北的屯門區、元朗區之間行走，稱為輕鐵，於兩鐵合併前稱為九廣輕鐵或輕便鐵路，目前由港鐵公司營運。香港法例中西北鐵路的定義為香港輕鐵。
香港電車於香港島北岸筲箕灣至堅尼地城及跑馬地之間，為全球現時營運中唯一全雙層電車車隊的電車系統。

### 澳門

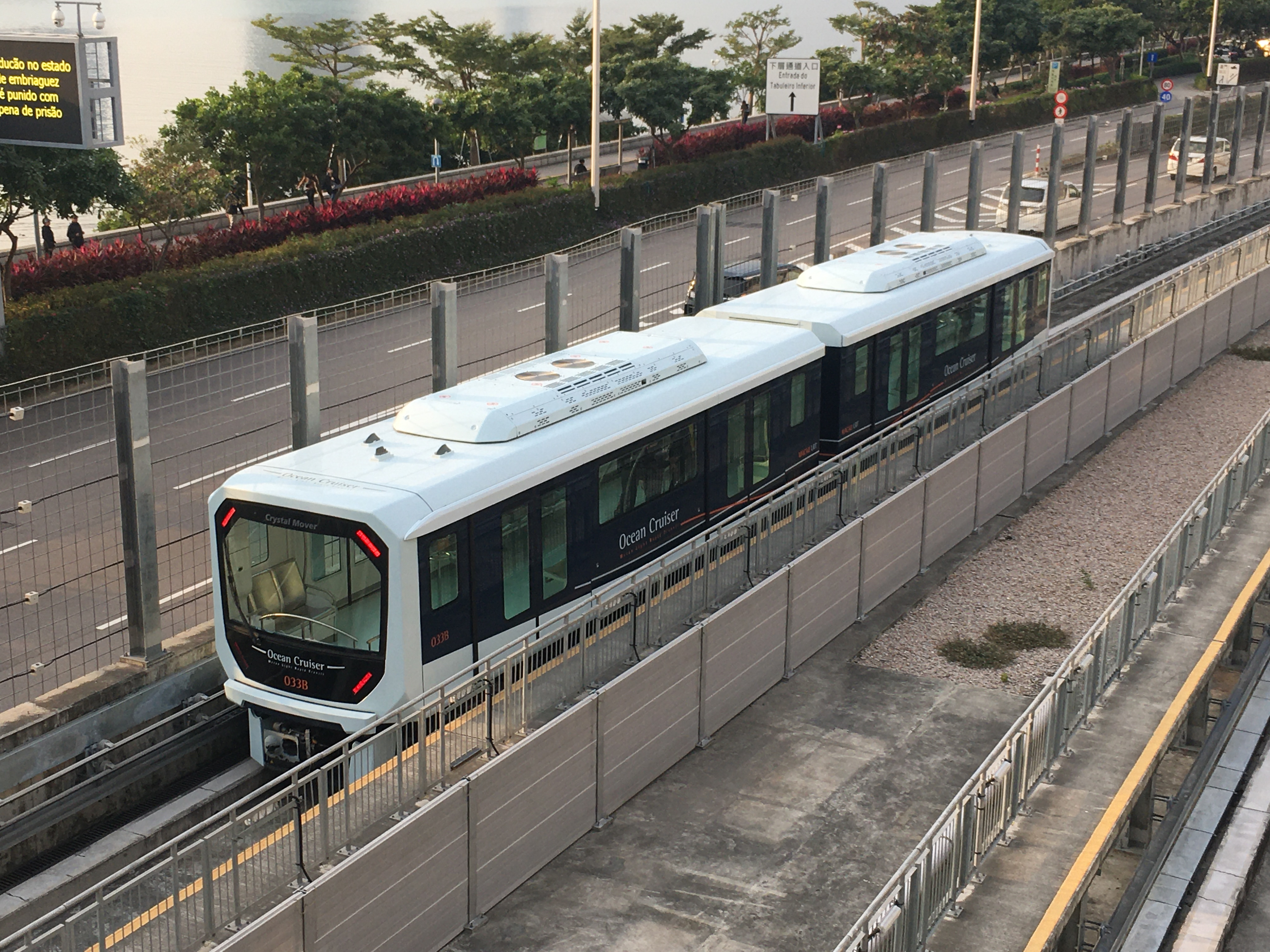
澳門輕軌

澳門輕軌在2012年2月動工，首期於2019年12月10日通車。然而澳门轻轨虽然名为“轻轨”，但实际采用的是擁有中运量的A級路權高架膠輪捷運系統(輕軌捷運系統)。

### 新加坡
新加坡有三條輕軌線路：武吉班讓輕軌、盛港輕軌和榜鵝輕軌。武吉班讓輕軌由SMRT營運，盛港輕軌和榜鵝輕軌則由SBS Transit營運。三條線路实际上均採用中运量的膠輪路軌系統，路軌全部都在高架橋上，以節省土地、避免人車爭路和實現自動化運作。

### 台灣
台灣的輕軌系統主要指「城市輕軌系統」，為大眾捷運系統的種類之一（別稱低運量系統），由《大眾捷運法》規範。目前有3條營運中路線，包括高雄捷運公司營運的高雄環狀輕軌，以及新北捷運公司營運的淡海輕軌、安坑輕軌。
台灣最早的城市輕軌系統是高雄環狀輕軌，高雄市政府於2003年12月27日引進西門子輕軌列車於中央公園運轉展示；原採BOT模式，2012年11月8日流標後改為政府自建OT模式。2013年1月3日完成進行評選廠商，於1月30日舉行國際聯合簽約典禮，並於6月4日正式動工，輕軌列車由西班牙CAF鐵路公司進行製造。高雄環狀輕軌第一階段目前營運中，第二階段配合高雄市區鐵路地下化計劃時程，預計於2023年完工通車(2024年1月1日全線通車)。高雄環狀輕軌的真愛碼頭站是全線唯一的高架車站。高雄環狀輕軌第一階段的哈瑪星站延長營運至第二階段的鼓山區公所站及第一階段的籬仔內站延長營運至第二階段的凱旋公園站段完工通車啟用於2021年1月12日。第二階段的鼓山區公所站延長營運至第二階段的臺鐵美術館站段完工通車啟用於2021年12月16日。繼高雄環狀輕軌定案後，台灣其他縣市政府也積極開始規劃輕軌，淡海輕軌綠山線正式動工於2014年12月底，淡海輕軌綠山線完工通車於2018年12月23日，淡海輕軌藍海線第一期路網完工通車於2020年11月15日；安坑輕軌已於2016年4月初動工，完工通車於2023年2月10日。其他新北市政府另有規劃深坑輕軌及五股泰山輕軌等計畫採用本系統。
亦有新竹輕軌之計畫。

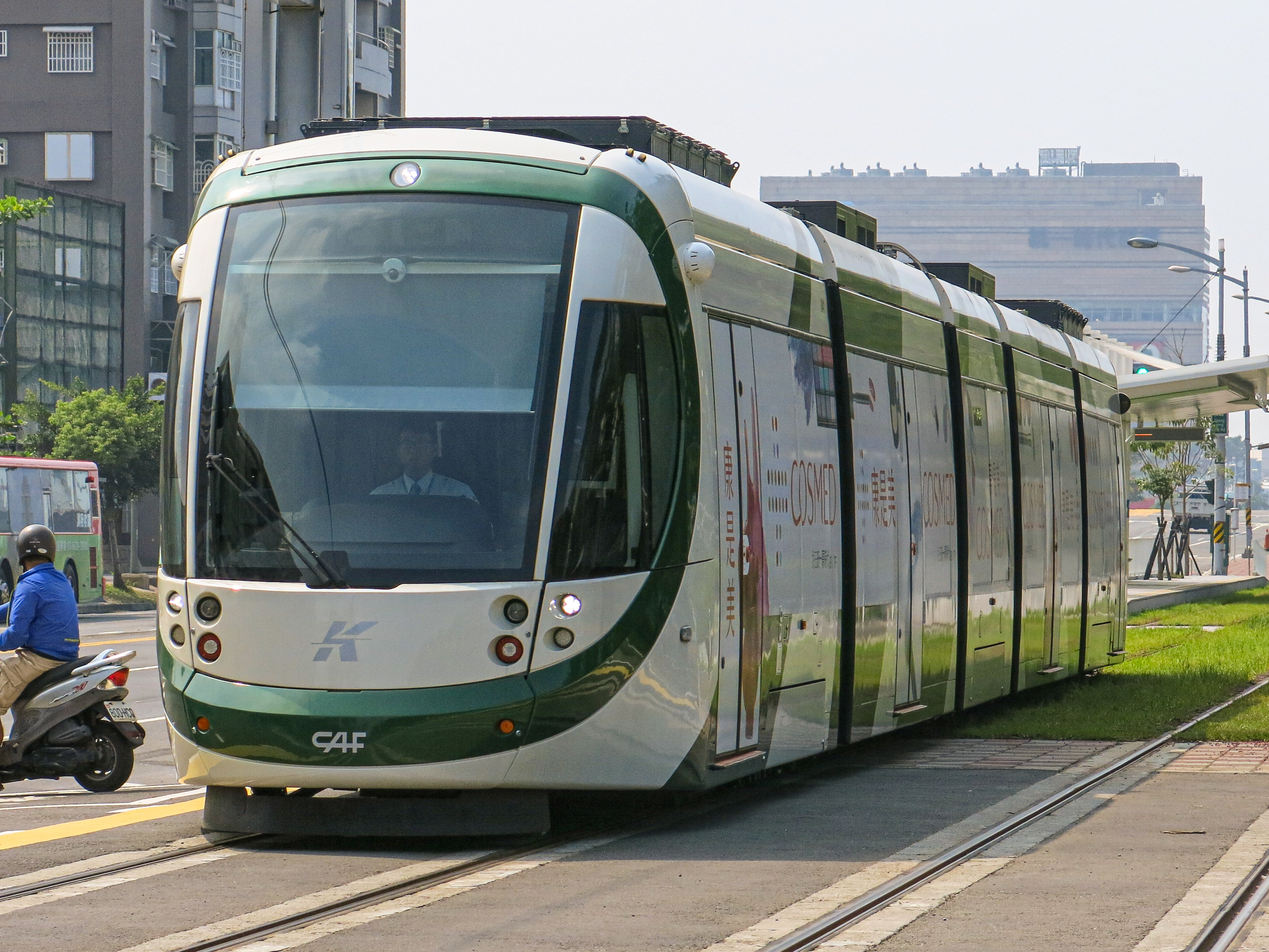
高雄捷運環狀輕軌
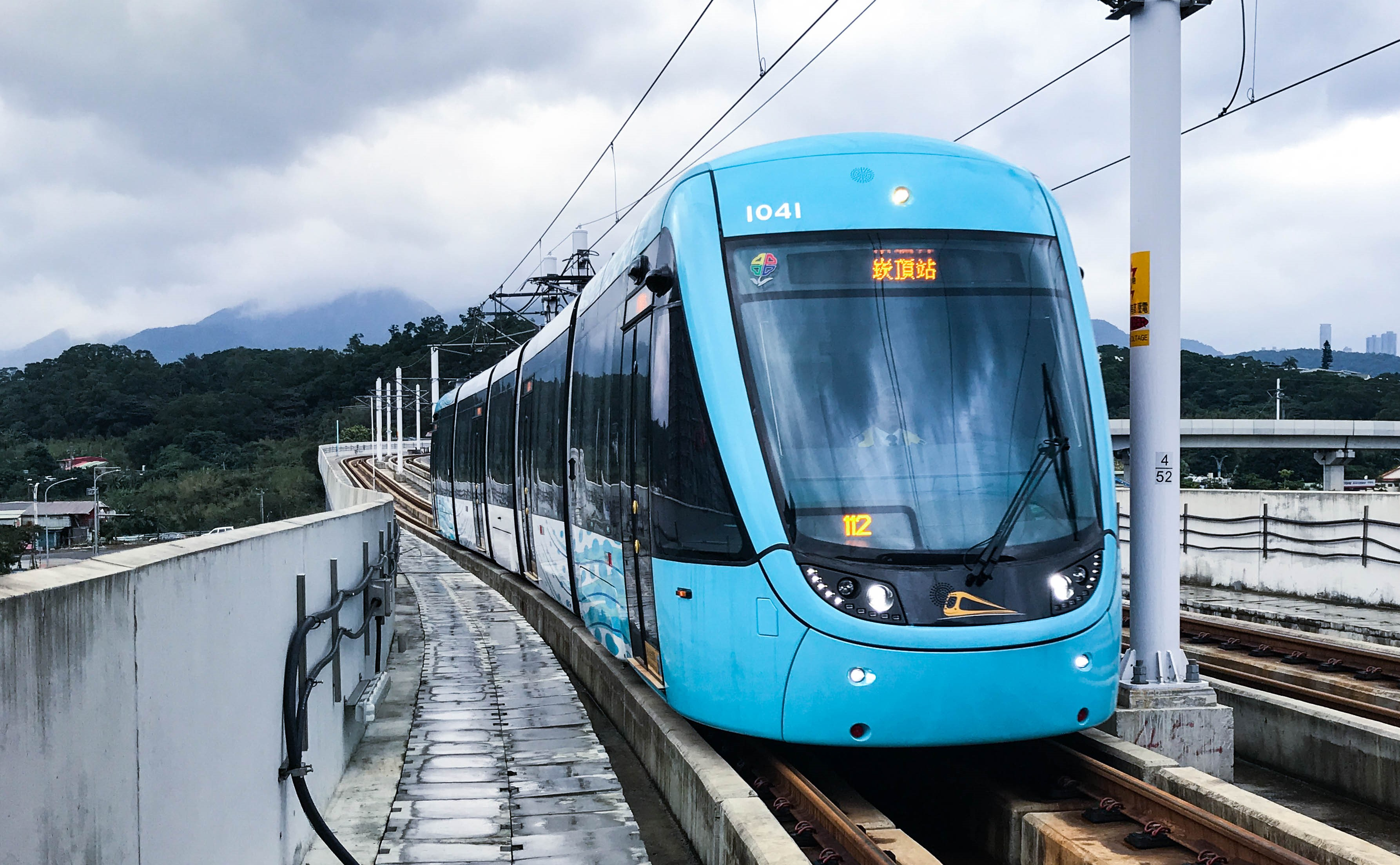
新北捷運淡海輕軌
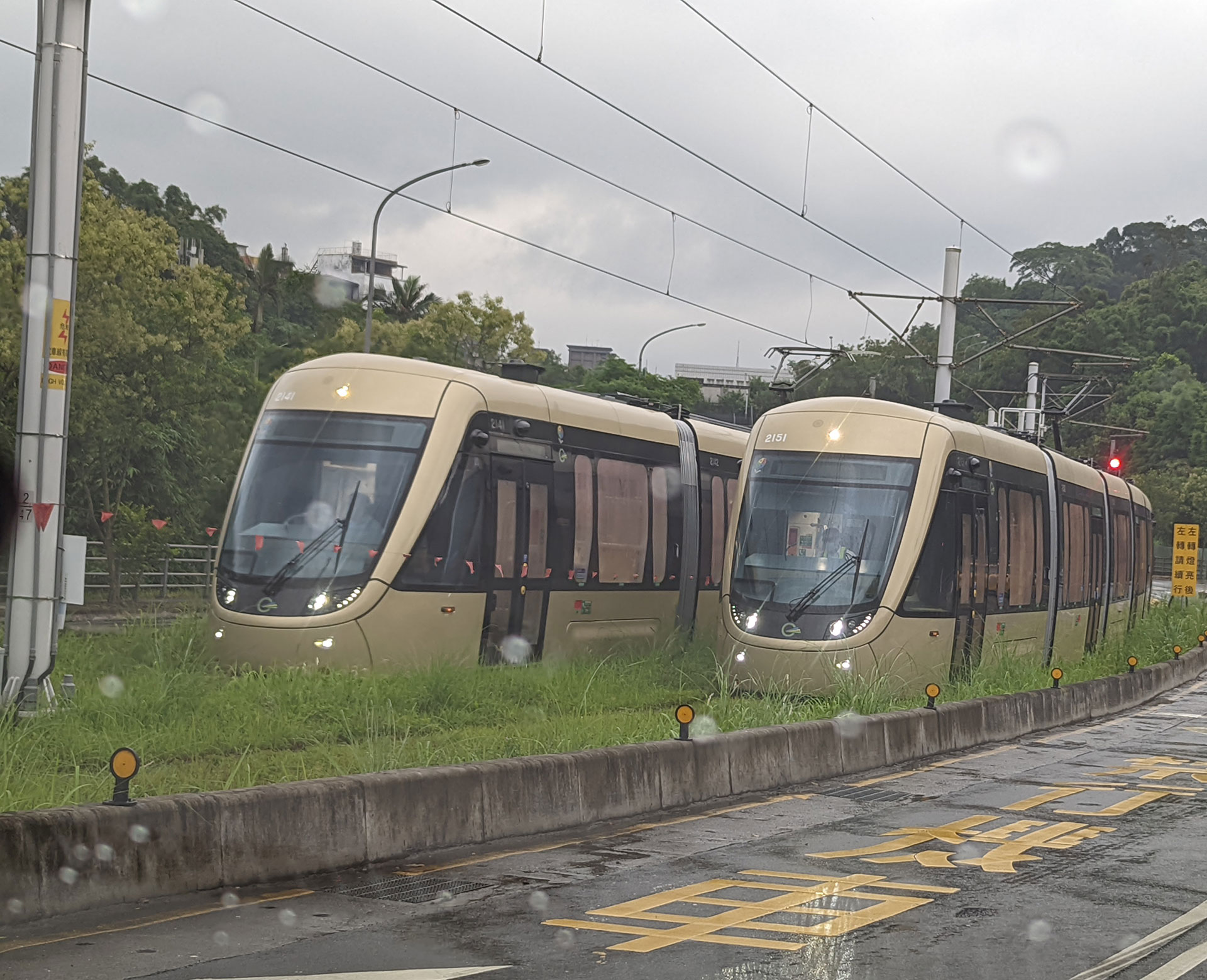
新北捷運安坑輕軌

### 日本
根據LRTA的定義，有以下LRT路線，並計劃在多個城市建設新的LRT。日本其餘的路面電車路線請參見日本路面電車一覧。
- 廣島電鐵宮島線
- 京福電氣鐵道（嵐電）
- 東急世田谷線
- 阪堺電氣軌道
- 筑豐電氣鐵道
- 江之島電鐵
- 札幌市交通局
- 富山輕軌：位於富山縣富山市，前身為JR富山港線，於富山站前站和岩瀨濱站之間行走。

- 宇都宮輕軌：位於栃木縣宇都宮市，2018年動工，第一階段路線於2023年8月26日通車。[16]

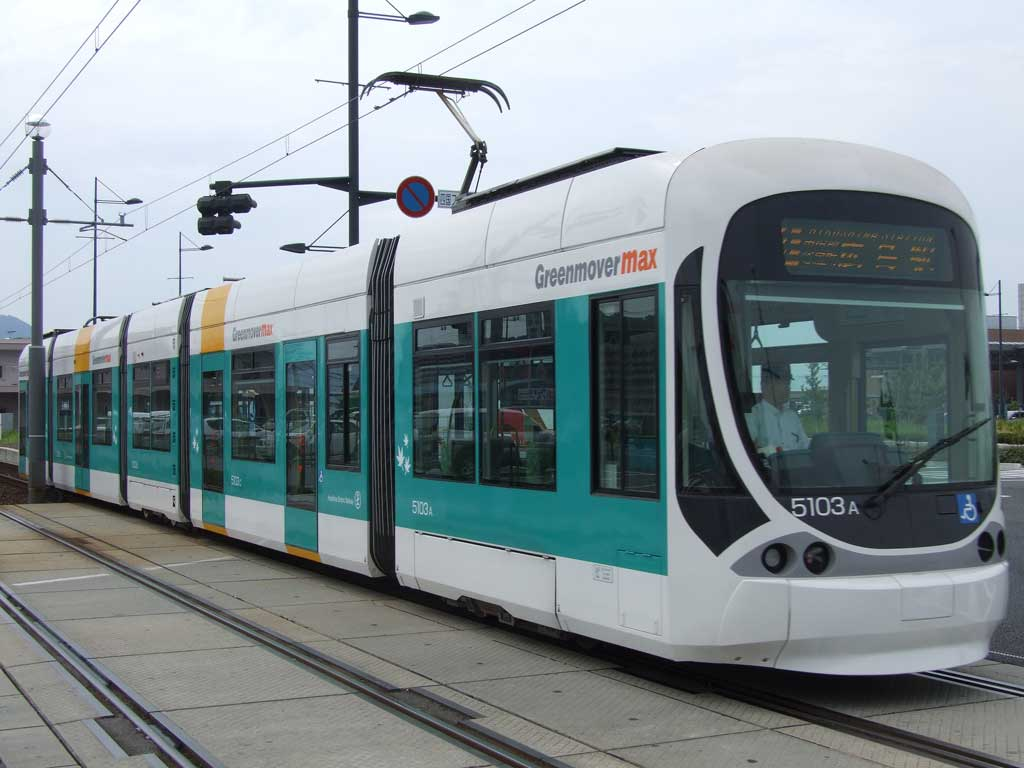
廣島電鐵
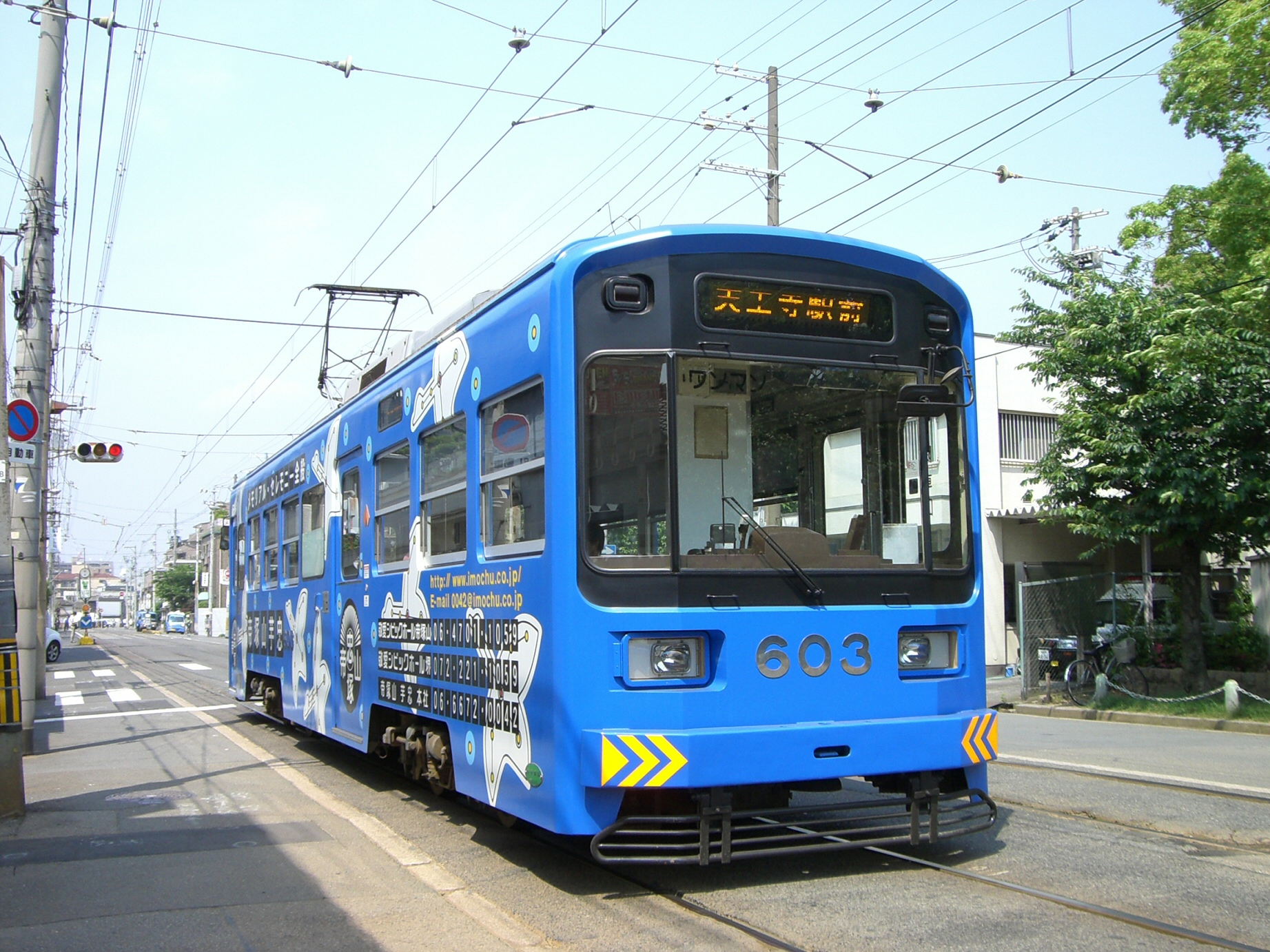
阪堺電氣軌道上町線
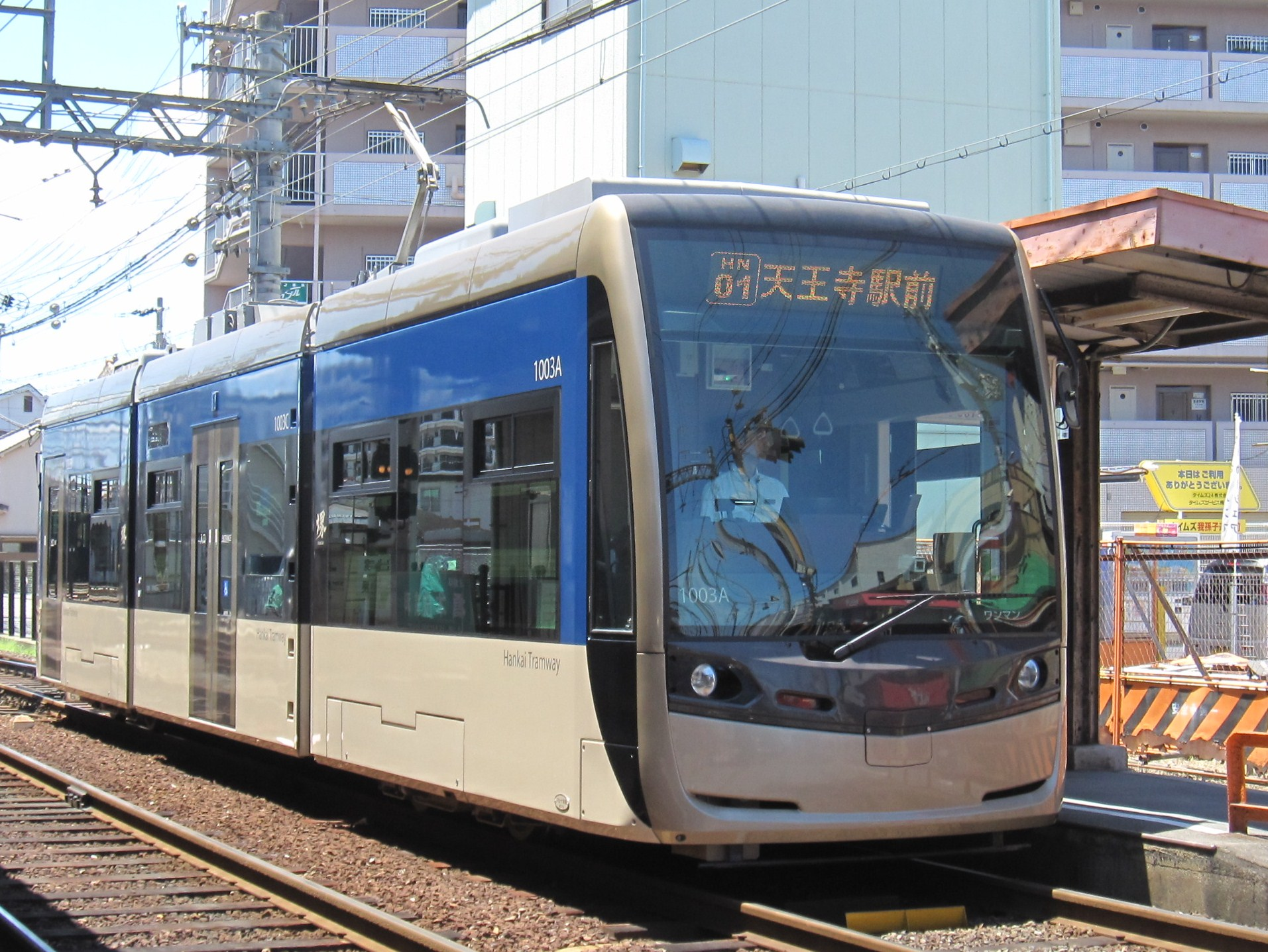
阪堺電氣軌道阪堺線
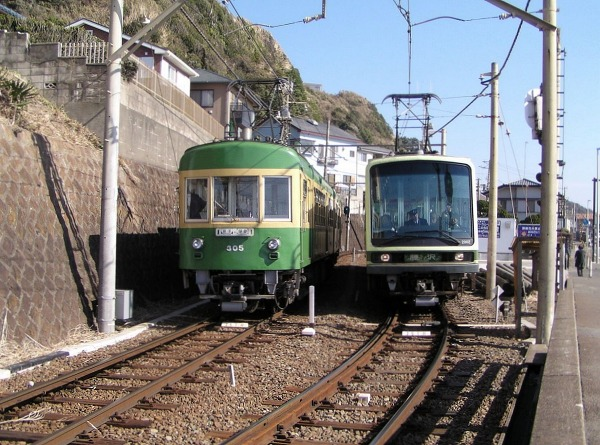
江之島電鐵

### 南韓
- 釜山－金海輕電鐵
- 議政府輕電鐵
- 龍仁輕電鐵
- 首爾輕電鐵牛耳新設線
- 金浦都市鐵道

### 英国
- 码头区轻便铁路 (Docklands Light Rail)
- 伦敦电车 (TfL Trams)
- 曼彻斯特轻铁 (Manchester Metrolink)
- 谢菲尔德超级电车 (Sheffield Supertram)
- 爱丁堡电车 (Edinburgh Trams)
- 黑池电车 (Blackpool Tramways)
- 诺丁汉特快 (Nottingham Express Transit)
- 西密德兰轨道交通 (West Midlands Metro)

### 法国
- 法兰西岛有轨电车
- 勒芒电车
- 里昂电车
- 格勒诺布尔有轨电车
- 尼斯电车
- 马赛电车

### 加拿大
- 埃德蒙顿轻轨
- 卡加利輕軌
- 渥太華輕鐵
- ION輕鐵

### 澳大利亚
- 黄金海岸轻铁
- 悉尼轻轨
- 墨尔本电车

### 印尼
- 大雅加达轻轨
- 巨港轻轨
- 雅加达轻轨